# Touch me, kiss me
「touch me, kiss me」（タッチ・ミー、キス・ミー）は、2002年10月2日にリリースされたFayrayの13thシングル。発売元はavex trax。

## 特典
- HMV：Fayrayオリジナル色鉛筆セット
- TSUTAYA、タワーレコード、新星堂：絵柄違いのオリジナルポストカード
- すみや、山野楽器、ヴァージン・メガストアーズ、WAVE、ディスクピア、石丸電気、玉光堂、ヨドバシカメラ：ポスター
- アニメイト：『サイボーグ009 THE CYBORG SOLDIER』アニメポストカード

## 収録曲
1. touch me, kiss me
  - 作詞・作曲：Fayray、編曲：徳永暁人
2. I do
  - 作詞・作曲：Fayray、編曲：春川仁志
3. So far away
  - 作詞・作曲：キャロル・キング、編曲：春川仁志

キャロル・キング & ジェームス・テイラーの同曲のカバー。

## 参加ミュージシャン
touch me,kiss me
- Fayray：Chorus & Keyboards
- 宇徳敬子：Chorus & Chorus Arrangement
- 徳永暁人：All Instrument & Programming

I do
- Fayray：Chorus
- 春川仁志：All Keyboards & Programming

So far away
- 春川仁志：All Keyboards & Programming

## タイアップ
- 東宝配給映画『明日があるさ THE MOVIE』エンディングテーマ（#1）
- 日本テレビ系「AX MUSIC-TV」AX POWER PLAY #016（#1）
- テレビ神奈川「Channel-a」エンディングテーマ（#1）
- 札幌テレビ放送「イキナリ!」エンディングテーマ（#1）
- 福岡放送「バッテキ!」エンディングテーマ（#1）
- テレビ東京系アニメ『サイボーグ009 THE CYBORG SOLDIER』エンディングテーマ（#2）

## テレビ出演
touch me, kiss me
- 2002年10月4日 日本テレビ系「FUN」